# Віткова гора
Віткова гора або Вітков (чеськ. Vítkov), також відома як Жижков (Žižkov)  — гора у правобережній частині Праги. Висота над рівнем моря — 270,4 м у найвищому, північному кінці. Пагорб відокремлює північну частину Карліна від південної частини Жижкова (кадастрово Вітков належить до Жижкова). Схили гори частково поросли дикорослим і малодоглянутим лісовим покривом, який у східній частині плавно переходить в лісопарк, а потім в парк.

## Історія
Віткова гора отримала назву на честь празького міщанина Вітека з Гори, який мав тут виноградник. Історичного значення гора набула 14 липня 1420 року, коли гусити під проводом Яна Жижки здобули перемогу над хрестоносцями у битві, відомій як Битва на Вітковій горі. Друга назва гори, Жижков (яка згодом перейшла до празького району) або Жижкова гора згадується вже в середньовічних текстах першої половини XV століття .

## Споруди

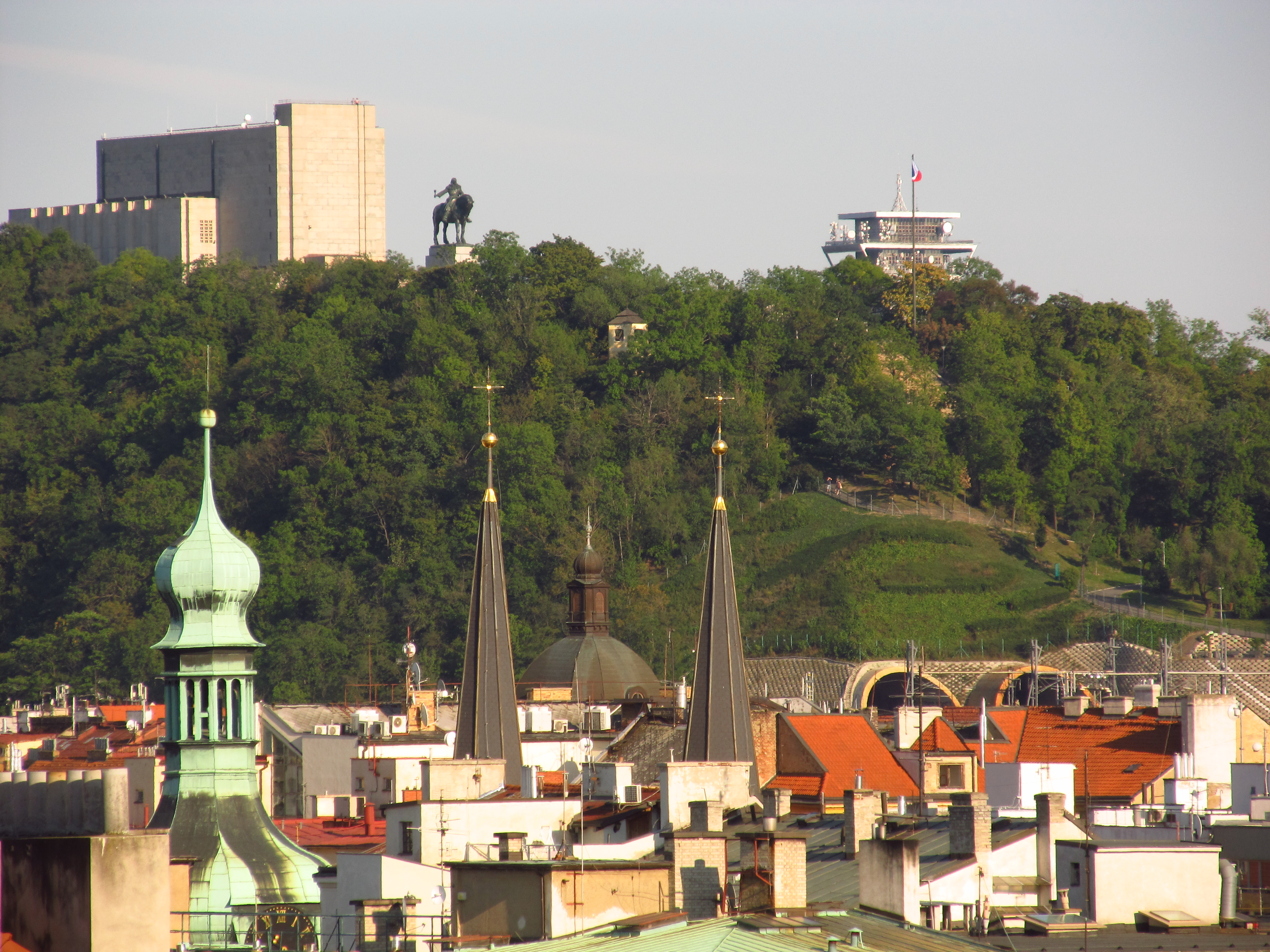
Вид з північного заходу.

Домінантою Віткова є Національний пам'ятник, який включає бронзову кінну статую Яна Жижки (на 2023 рік це друга за величиною кінна статуя у світі). На захід від Національного пам'ятника розташовано оглядовий павільйон, який перебуває під охороною спадщини. У східній частині знаходяться футбольне поле, спортивні майданчики та ресторан. Біля підніжжя Віткова розташований Армійський музей Жижкова на вулиці Пам'ятнику (U Památníku).
Під Вітковою горою проведено чотири тунельні споруди. Похилий пішохідний тунель довжиною 300 м (Žižkovský tunel) 1953 року з'єднує райони Жижков і Карлін у напрямку північ-південь та з'єднаний з підземним укриттям 1942 року (Podzemní kryt Vítkov).
З 1845 року вздовж північного підніжжя пагорба проходить двоколійна Північна державна залізниця (Severní státní dráha). Від 1872 до 2005 року від нього до сьогоднішнього вокзалу Прага-Головна відгалужувалася одноколійна так звана Грабовська спойка, яка була частиною празької сполучної залізниці.
У тому ж 1872 році вздовж південного схилу в напрямку захід-схід було встановлено одноколійну залізницю Турново-Кралупсько-Прага, яка йшла від залізничної станції Прага-Височани, проходила через старий вітковський тунель (Starý Vítkovský tunel) і закінчувалася на головній залізничній станції; ділянку вздовж схилу Віткова називали Вітковою колією. У 2008 році було відкрито так зване Нове сполучення (Nové spojení) з двома паралельними тунелями, а через старий тунель тепер проходить велосипедна доріжка (Cyklostezka pod Vítkovem).